# Rami Heuberger
Pour les articles homonymes, voir Heuberger.
Rami Heuberger (en hébreu : רמי הויברגר), né le 12 janvier 1963 à Tel Aviv (Israël), est un réalisateur, acteur et artiste israélien.

## Biographie
Après son service militaire, Rami Heuberger étudie le théâtre au studio de théâtre de Nissan Nativ à Tel Aviv. À la fin de ses études, Heuberger participe à plusieurs pièces de théâtre, parmi lesquelles Macbeth, One Flew Over the Cuckoo's Nest  (en) (Vol au-dessus d'un nid de coucou), Hamlet, En attendant Godot, Le Bourgeois gentilhomme et La Boîte noire. En 2007, la pièce de théâtre Scenes from the Marriage est créée, dirigée par Heuberger et dans laquelle il a également joué. Au cours de la même année, Heuberger joue dans la pièce de théâtre Anna Karénine aux côtés d'Evgenia Dodina, Alex Ansky et Yuval Segal.  
En 1993, Heuberger joue le rôle de Joseph Bau dans le film La Liste de Schindler de Steven Spielberg. La même année, il interprète également le rôle de Gabriel dans le film Neige en août (he)  aux côtés de Shai Avivi et Abigail Arieli (he).

## Filmographie partielle

### Au cinéma
- 1988 : La Bête de guerre : copilote d'hélicoptère
- 1993 : Neige en août (he) (Sheleg B'Ogust) : Gabriel
- 1993 : La Liste de Schindler : Joseph Bau
- 2003 : Cadeau du ciel : Bakho
- 2010 : Miral : client du Belly Dance Club
- 2014 : L'Aube : Gideon
- 2018 : Vierges : Haluba
- 2023 : Golda : Moshe Dayan

### À la télévision
- 2005-2008 : BeTipul (16 épisodes) : Micha'el Neuman

## Distinctions
- Prix Rosenblum pour le spectacle vivant
- (en) Rami Heuberger: Awards, sur l'Internet Movie Database